# 경상남도문화예술회관
경상남도문화예술회관(慶尙南道文化藝術會館, Culture & Arts Center of Gyeongsangnam-do)은 
경상남도 진주시 강남로 215(칠암동)에 위치한 도립 종합 공연장이다. 
1984년에 착공해 1988년 8월 29일에 개관했으며, 한때 일선학원(2000~2002)과 진주문화예술재단(2003~2006)의 민간수탁 공연장
으로 운영되기도 했다. 2007년부터는 다시 경상남도청 직영의 도립 공연장으로 환원되었다.

## 시설 소개
대공연장
1564석의 좌석을 갖춘 공연장으로, 오케스트라 피트와 회전무대, 승강무대, 영사막 등을 갖추고 있어 콘서트와 오페라, 발레, 뮤지컬, 
영화 상영 등의 다목적 공간으로 이용되고 있다.
옥상공연장 (놀이마당)
약 540석의 계단식 좌석을 갖춘 원형 야외 공간으로, 우천시나 동절기를 제외한 기간 동안 특별 야외 공연이 개최되고 있다.
전시실
전시 전용 공간으로, 경상남도 지역 작가들의 회화와 사진, 서예, 조각품, 공예품 등의 전시회가 주로 열린다.
회의실
대회의실 1, 소회의실 2로 구성되어 있는 공간으로, 도내 각 기관들의 회의가 열리고 있다.
그 외 시설
로비에 이용객들을 위한 휴게 시설이 갖추어져 있으며, 공연자들을 위한 연습실과 분장실 등이 마련되어 있다.

## 상주 단체
진주시 소속 예술단들인 진주 시립 전통예술단과 진주 시립 합창단, 진주 시립 소년소녀 합창단, 진주 시립 교향악단이 입주해 있다.